# Таємниця юриста
Таємниця юриста (англ. The Lawyer's Secret) — американська кримінальна драма режисера Луї Ганьє 1931 року.

## У ролях
- Клайв Брук — Дрейк Норріс
- Чарльз Роджерс — Лорі Робертс
- Річард Арлен — Джо Гарт
- Фей Рей — Кей Робертс
- Джин Артур — Беатріс Стівенс
- Френсіс МакДональд — Ласка
- Гарольд Гудвін — «Мадам X»
- Сід Сейлор — Ред
- Лоуренс ЛаМарр — Том